# Jouancy
Jouancy est une commune française située dans le département de l'Yonne en région Bourgogne-Franche-Comté. Au sud de Noyers, dominant la vallée du Serein, cette commune est la plus petite du département.

## Géographie
Jouancy est une commune située dans le département de l'Yonne (région de Bourgogne). La ville de Jouancy appartient au canton de Noyers et à l'arrondissement d'Avallon. Les habitants de Jouancy étaient au nombre de 24 au recensement de 1999. La superficie est de 6 km2. Jouancy porte le code INSEE 89207 et est associée au code postal 89310. Elle se situe géographiquement à une altitude de 290 mètres environ.

### Communes limitrophes
1. Censy (89) 1,8 km
2. Noyers (89) 3,3 km
3. Grimault (89) 4,9 km
4. Sarry (89) 3,3 km

Les autres communes proches sont : 
1. Pasilly (89) 3,8 km
2. Moulins-en-Tonnerrois (89) 5,6 km
3. Annoux (89) 6,3 km
4. Châtel-Gérard (89) 7,3 km
5. Annay-sur-Serein (89) 7,7 km
6. Massangis (89) 7,9 km
7. Étivey (89) 8,4 km
8. Môlay (89) 9,1 km
9. Fresnes (89) 9,2 km

### Climat
Pour des articles plus généraux, voir Climat de la Bourgogne-Franche-Comté et Climat de l'Yonne.
En 2010, le climat de la commune est de type climat des marges montargnardes, selon une étude du Centre national de la recherche scientifique s'appuyant sur une série de données couvrant la période 1971-2000. En 2020, Météo-France publie une typologie des climats de la France métropolitaine dans laquelle la commune est exposée à un climat océanique altéré et est dans la région climatique  Lorraine, plateau de Langres, Morvan, caractérisée par un hiver rude (1,5 °C), des vents modérés et des brouillards fréquents en automne et hiver. 
Pour la période 1971-2000, la température annuelle moyenne est de 10,4 °C, avec une amplitude thermique annuelle de 15,8 °C. Le cumul annuel moyen de précipitations est de 857 mm, avec 12,7 jours de précipitations en janvier et 8,5 jours en juillet. Pour la période 1991-2020, la température moyenne annuelle observée sur la station météorologique de Météo-France la plus proche, « Noyers_sapc », sur la commune de Noyers à 3 km à vol d'oiseau, est de 11,9 °C et le cumul annuel moyen de précipitations est de 785,9 mm. 
La température maximale relevée sur cette station est de 40,7 °C, atteinte le 24 juillet 2019 ; la température minimale est de −13,4 °C, atteinte le 7 février 2012,,. 
Les paramètres climatiques de la commune ont été estimés pour le milieu du siècle (2041-2070) selon différents scénarios d'émission de gaz à effet de serre à partir des nouvelles projections climatiques de référence DRIAS-2020. Ils sont consultables sur un site dédié publié par Météo-France en novembre 2022.

## Urbanisme

### Typologie
Au 1er janvier 2024, Jouancy est catégorisée commune rurale à habitat très dispersé, selon la nouvelle grille communale de densité à sept niveaux définie par l'Insee en 2022.
Elle est située hors unité urbaine et hors attraction des villes,.

### Occupation des sols
L'occupation des sols de la commune, telle qu'elle ressort de la base de données européenne d’occupation biophysique des sols Corine Land Cover (CLC), est marquée par l'importance des territoires agricoles (61,9 % en 2018), une proportion identique à celle de 1990 (61,9 %). La répartition détaillée en 2018 est la suivante : 
terres arables (53 %), forêts (38,1 %), zones agricoles hétérogènes (8,9 %). L'évolution de l’occupation des sols de la commune et de ses infrastructures peut être observée sur les différentes représentations cartographiques du territoire : la carte de Cassini (XVIIIe siècle), la carte d'état-major (1820-1866) et les cartes ou photos aériennes de l'IGN pour la période actuelle (1950 à aujourd'hui).

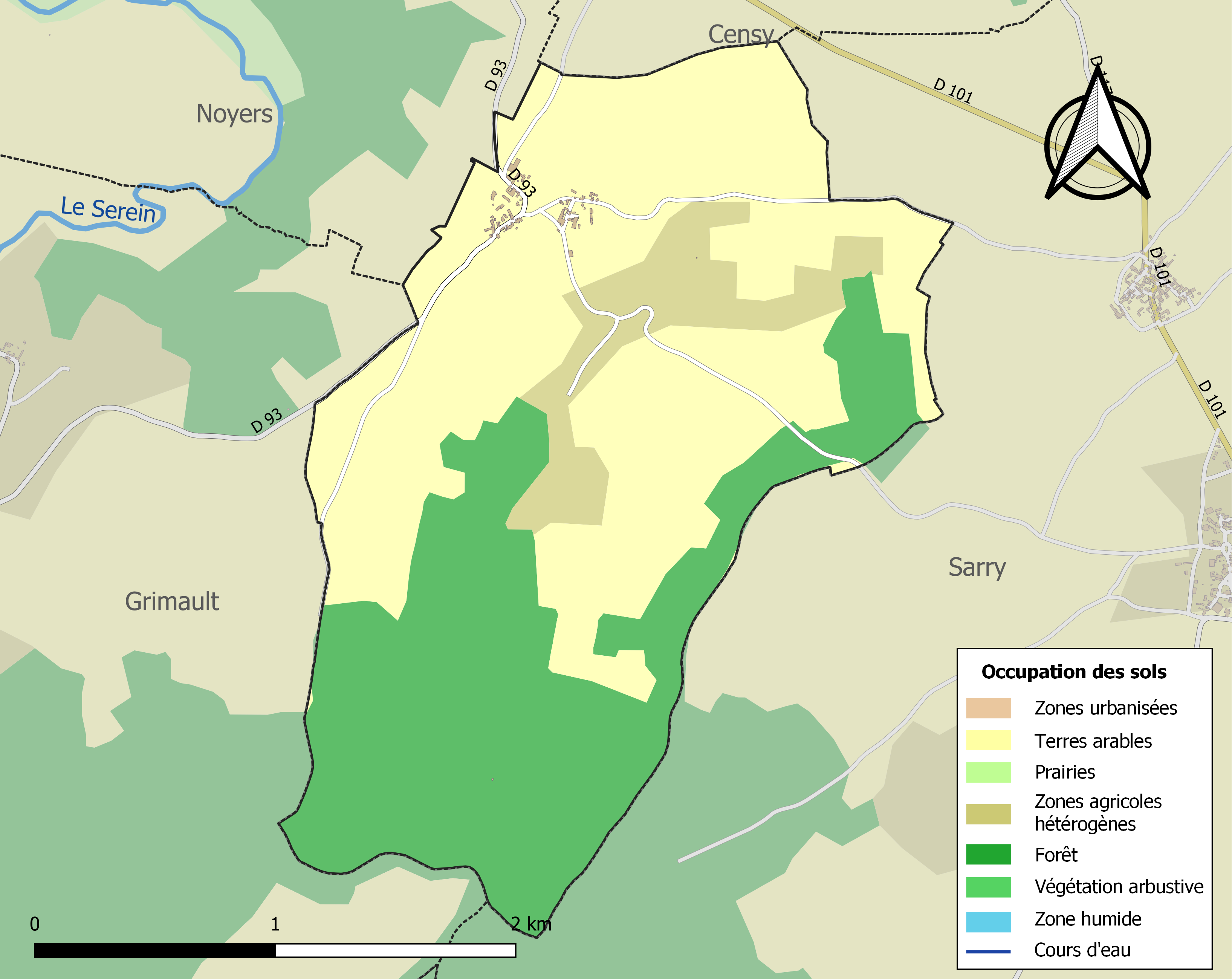
Carte des infrastructures et de l'occupation des sols de la commune en 2018 (CLC).

## Histoire
Jouancy était au XIIIe siècle un assemblage de fiefs. En 1260, Geoffroi de Polisy se reconnaît homme-lige du château de Noyers. En 1330, Jouancy était entre les mains de co-seigneurs. J. de Sanvigne était seigneur de Jouancy en 1460 et Guyot de Damas en 1482. Il donna la seigneurie à sa fille lors de son mariage avec Jean d'Edouard, écuyer. Nicolas d'Edouard fit construire en 1563 le château actuel, qui resta dans la famille jusqu'en 1682. Dans la 1re moitié du XIXe siècle, le château et les terres furent morcelés en diverses propriétés agricoles. L'église remonte au XIIe siècle, remaniée au XVIe siècle.

## Politique et administration

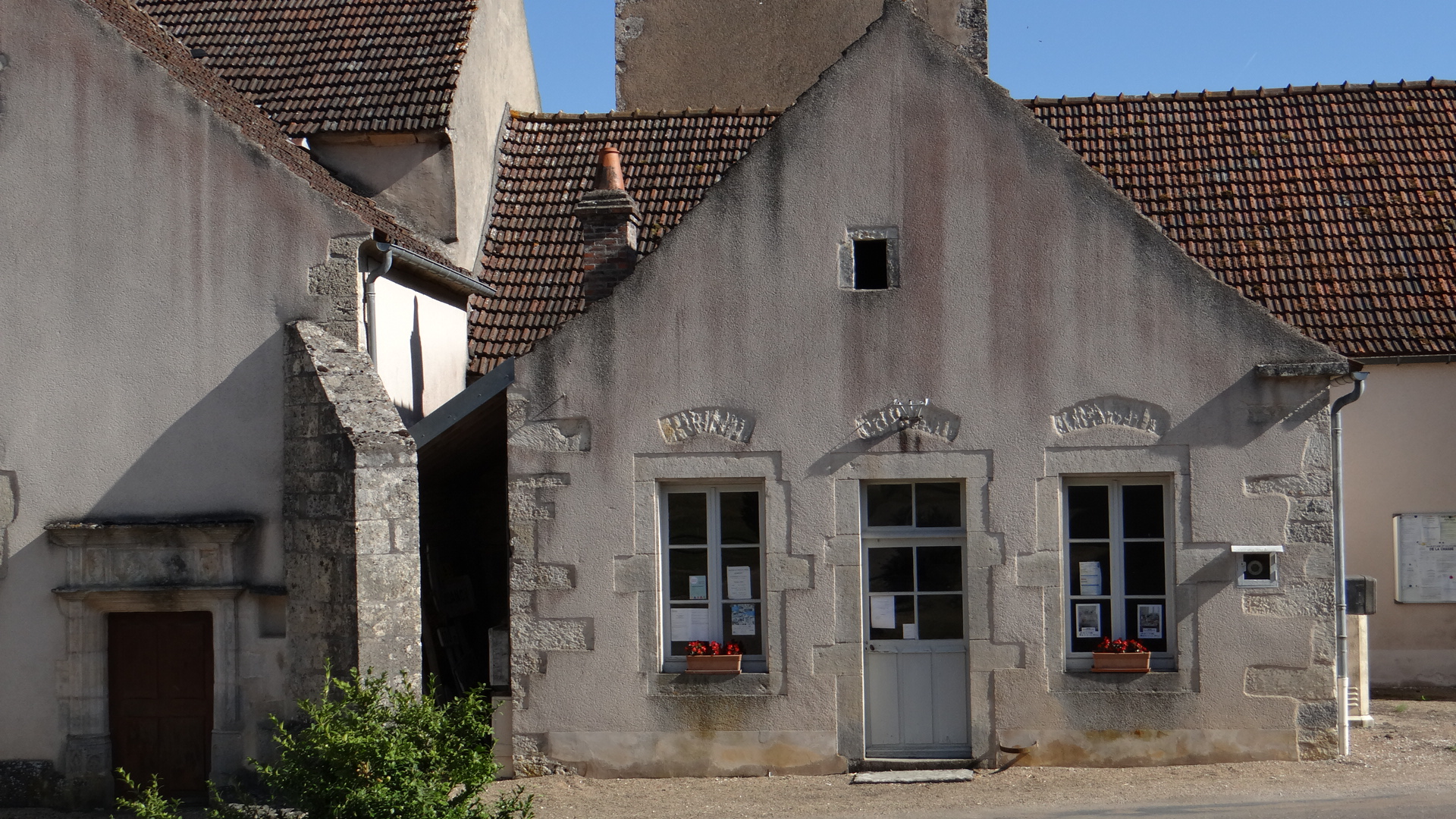
Mairie adossée à l'église

| Période | Période | Identité         | Étiquette | Qualité |
| ------- | ------- | ---------------- | --------- | ------- |
|         |         |                  |           |         |
|         |         | Bernard Collette |           |         |

## Démographie
L'évolution du nombre d'habitants est connue à travers les recensements de la population effectués dans la commune depuis 1793. Pour les communes de moins de 10 000 habitants, une enquête de recensement portant sur toute la population est réalisée tous les cinq ans, les populations de référence des années intermédiaires étant quant à elles estimées par interpolation ou extrapolation. Pour la commune, le premier recensement exhaustif entrant dans le cadre du nouveau dispositif a été réalisé en 2007.

En 2022, la commune comptait 28 habitants, en évolution de +21,74 % par rapport à 2016 (Yonne : −1,95 %, France hors Mayotte : +2,11 %).
| 1793 | 1800 | 1806 | 1821 | 1831 | 1836 | 1841 | 1846 | 1851 |
| ---- | ---- | ---- | ---- | ---- | ---- | ---- | ---- | ---- |
| 151  | 182  | 190  | 164  | 175  | 156  | 152  | 146  | 144  |

| 1856 | 1861 | 1866 | 1872 | 1876 | 1881 | 1886 | 1891 | 1896 |
| ---- | ---- | ---- | ---- | ---- | ---- | ---- | ---- | ---- |
| 116  | 123  | 118  | 111  | 110  | 104  | 109  | 101  | 104  |

| 1901 | 1906 | 1911 | 1921 | 1926 | 1931 | 1936 | 1946 | 1954 |
| ---- | ---- | ---- | ---- | ---- | ---- | ---- | ---- | ---- |
| 94   | 92   | 76   | 68   | 61   | 54   | 69   | 71   | 65   |

| 1962 | 1968 | 1975 | 1982 | 1990 | 1999 | 2006 | 2007 | 2012 |
| ---- | ---- | ---- | ---- | ---- | ---- | ---- | ---- | ---- |
| 44   | 43   | 28   | 29   | 22   | 24   | 32   | 33   | 23   |

| 2017 | 2022 | - | - | - | - | - | - | - |
| ---- | ---- | - | - | - | - | - | - | - |
| 24   | 28   | - | - | - | - | - | - | - |

## Lieux et monuments

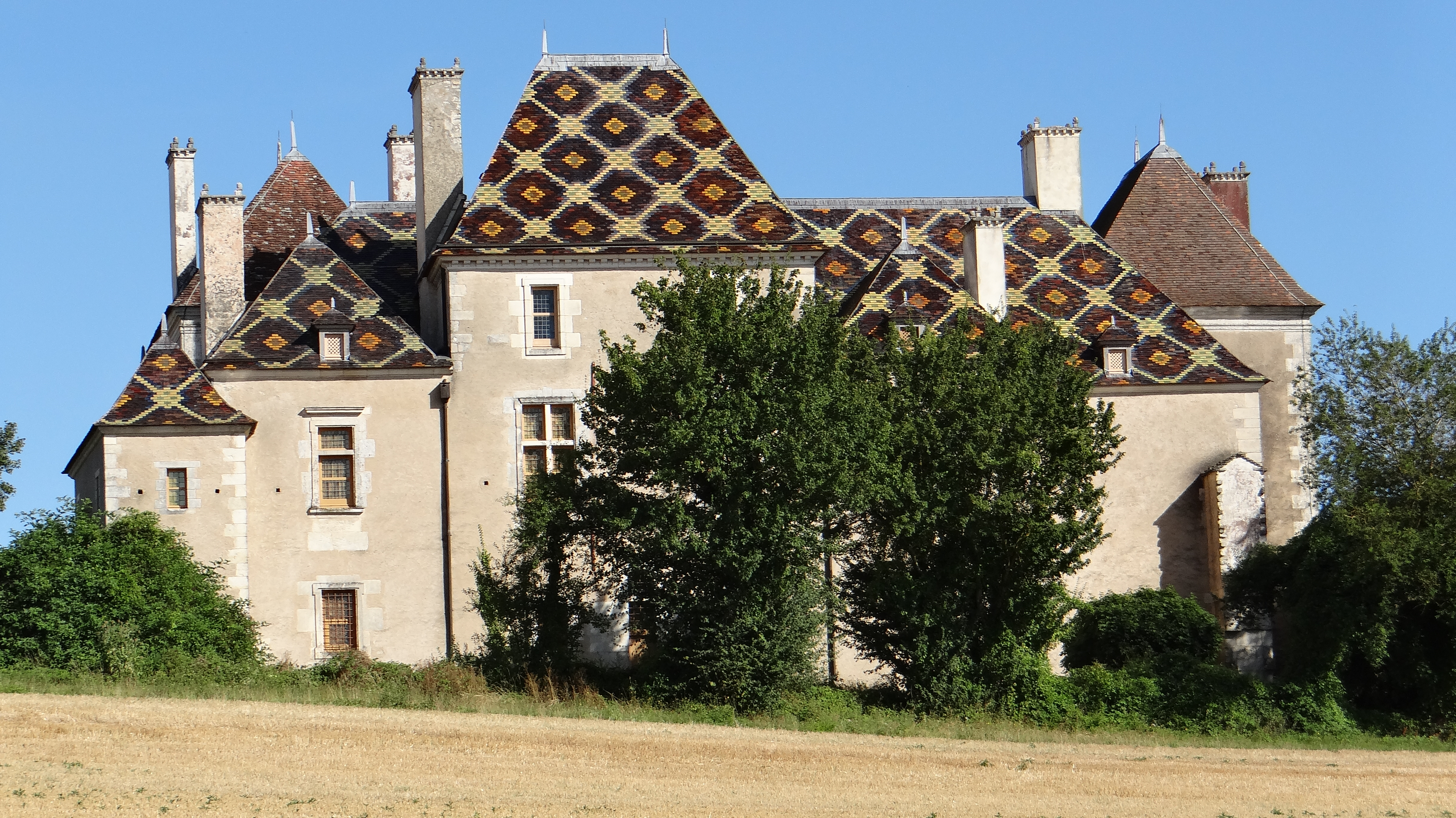
Château

- Château du XVe siècle, aux tuiles vernissées, classé monument historique. Il s'agit d'une propriété privée.

Des documents mentionnent Jouancy dès le XIIe siècle, une maison-forte devait exister à cette époque. En 1250, le fief est vendu par Jean de Polisy à Miles de Noyers, comte de cette ville. En 1448, le domaine échoit à Bonne de Damas, épouse de Jean d'Edouard. Cette famille conserve le fief jusqu'à la fin du XVIIe siècle. En 1563, Nicolas d'Edouard fit démolir l'ancien manoir ruiné et construire le château actuel par Nicolas Dange (ou Dangiers) de Troyes comme en témoigne une inscription gravée sur le corps de logis (fenêtre située à l'aplomb du portail d'entrée) : LAN MIL Vc SOYXANTE ET TROIS NICOLAS DANGE NATIF DE TROYE EN COMMENSA CE BASTIMAN ET Y A PERDU MILLE FRANCS. La construction était à peine terminée en 1575, à la mort du seigneur. En 1682, le château passe aux Pernes d'Epinac et en 1740 à Armand-Jean de Senevoy. Dès la première moitié du XIXe siècle, le château et les terres sont morcelés en diverses propriétés agricoles. Le château est en très mauvais état. Le décor intérieur a été pillé (boiseries et cheminée monumentale sculptée, ornée du monogramme de Nicolas d'Edouard, vendue en 1927 à des Américains). Le château est vendu en 1980 ; le nouveau propriétaire entreprend d'importantes restaurations de 1980 à 1997.
- Vierge Rodot-Moine de Jouancy (XIXe siècle).
- Croix de chemin à Jouancy (XIXe siècle).

Emmarchement carré à 3 degrés. Le piédestal est de section carrée, sa face antérieure est creusée d'une table rentrante, surmontée d'une petite console. Le fût est octogonal sur base moulurée, la croix à base carrée et branches octogonales épanouies à leurs extrémités en fleurons. À la croisée, cercle en claire-voie et titulus sur la hampe ; le Christ est représenté sur la face antérieure de la croix, l'auréole indiquée derrière la tête.
- Église Notre-Dame de Jouancy, (XIIe siècle).

La nef date du XIIe siècle, son portail est semblable par la structure et le décor à celui de l'église de Censy. L'avant-chœur, le chœur, la chapelle gauche et la base de la tour-clocher, de construction homogène, peuvent être datés de la 1re moitié du XVIe siècle (voûtement, remplage des fenêtres, décor du lavabo du chœur et du portail de la chapelle). Les parties hautes du clocher ont été refaites à la fin du XVIIIe siècle ou au début du XIXe siècle, de même que la sacristie.

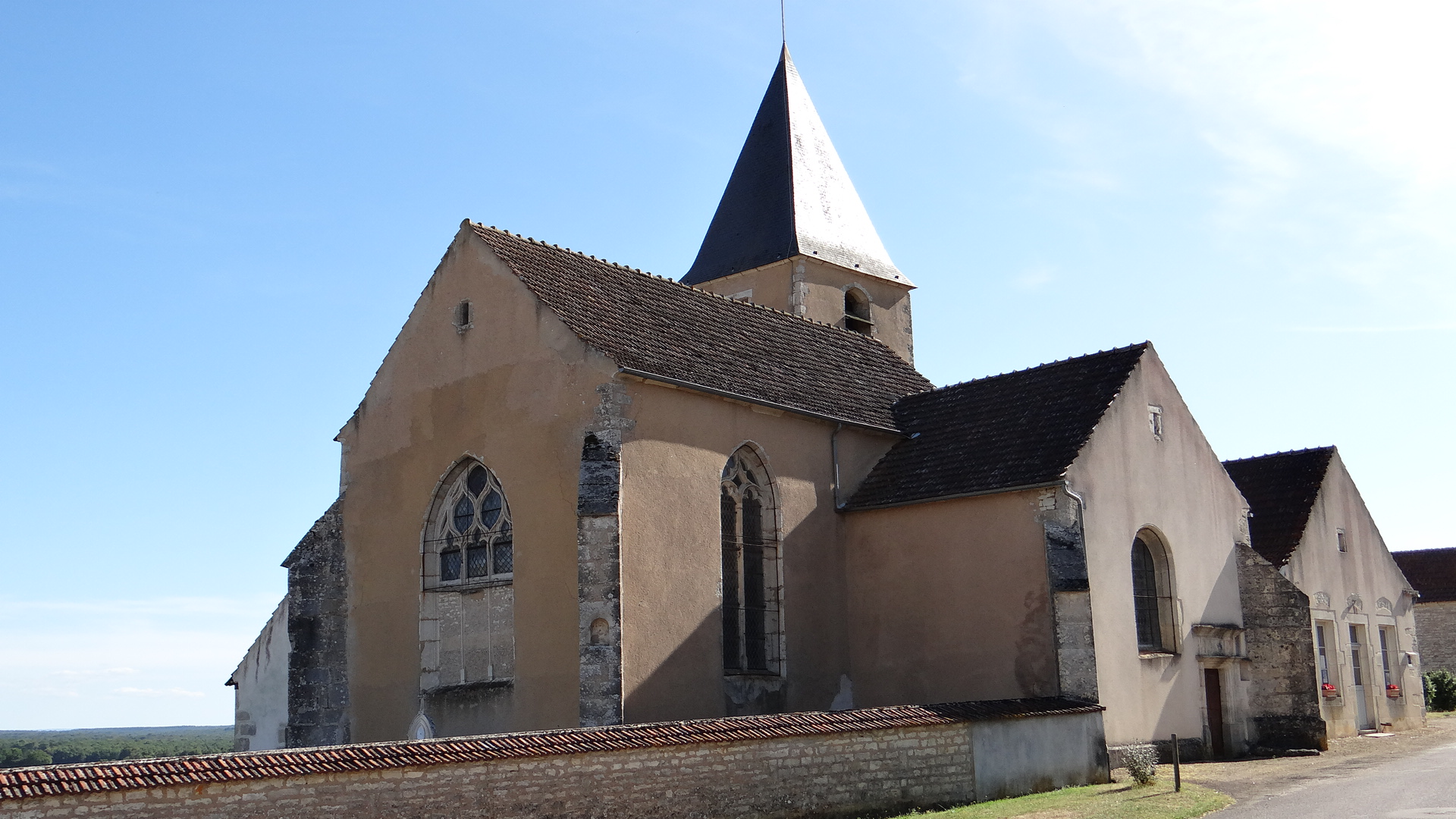
vue d'ensemble
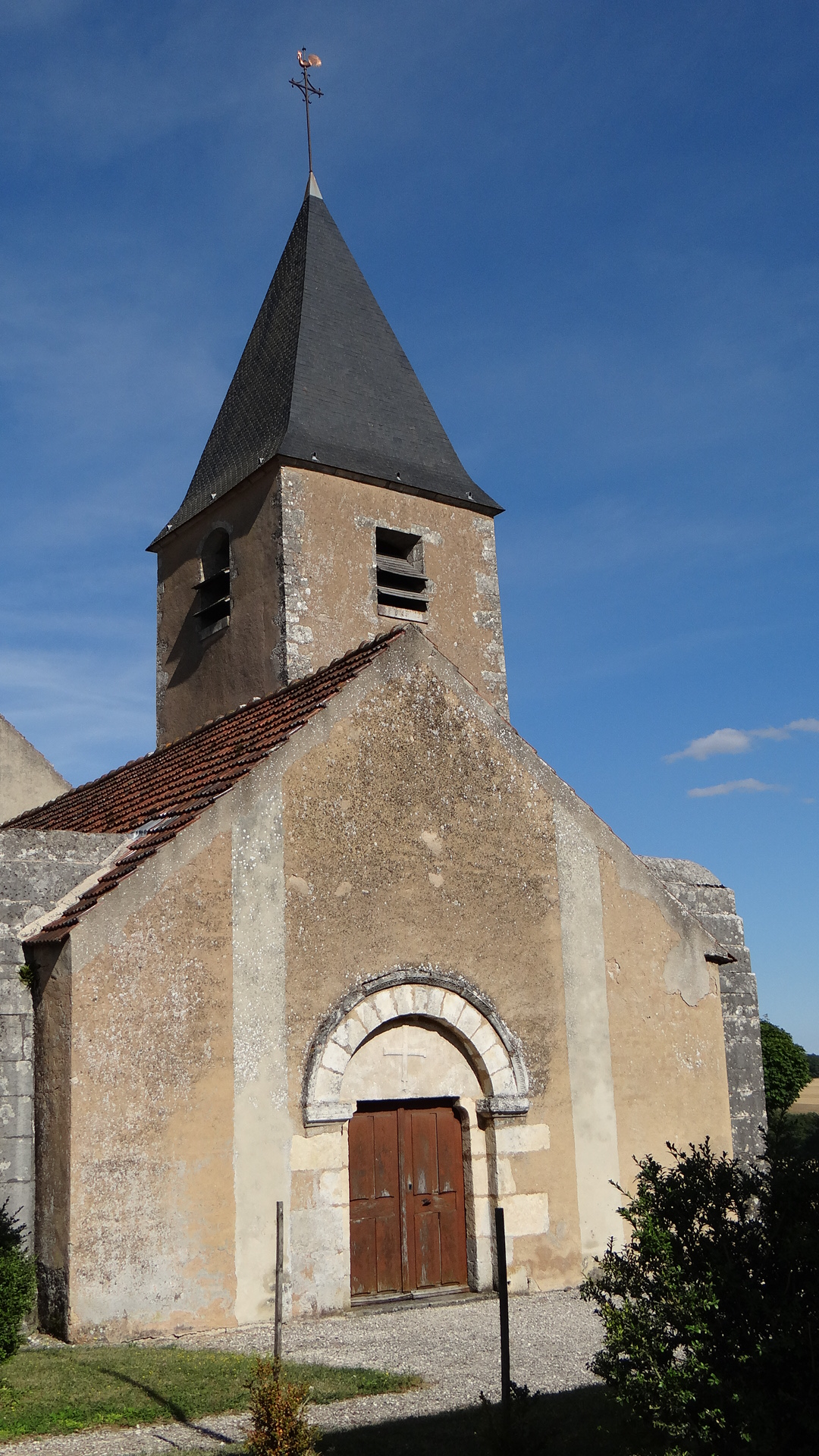
porche et clocher
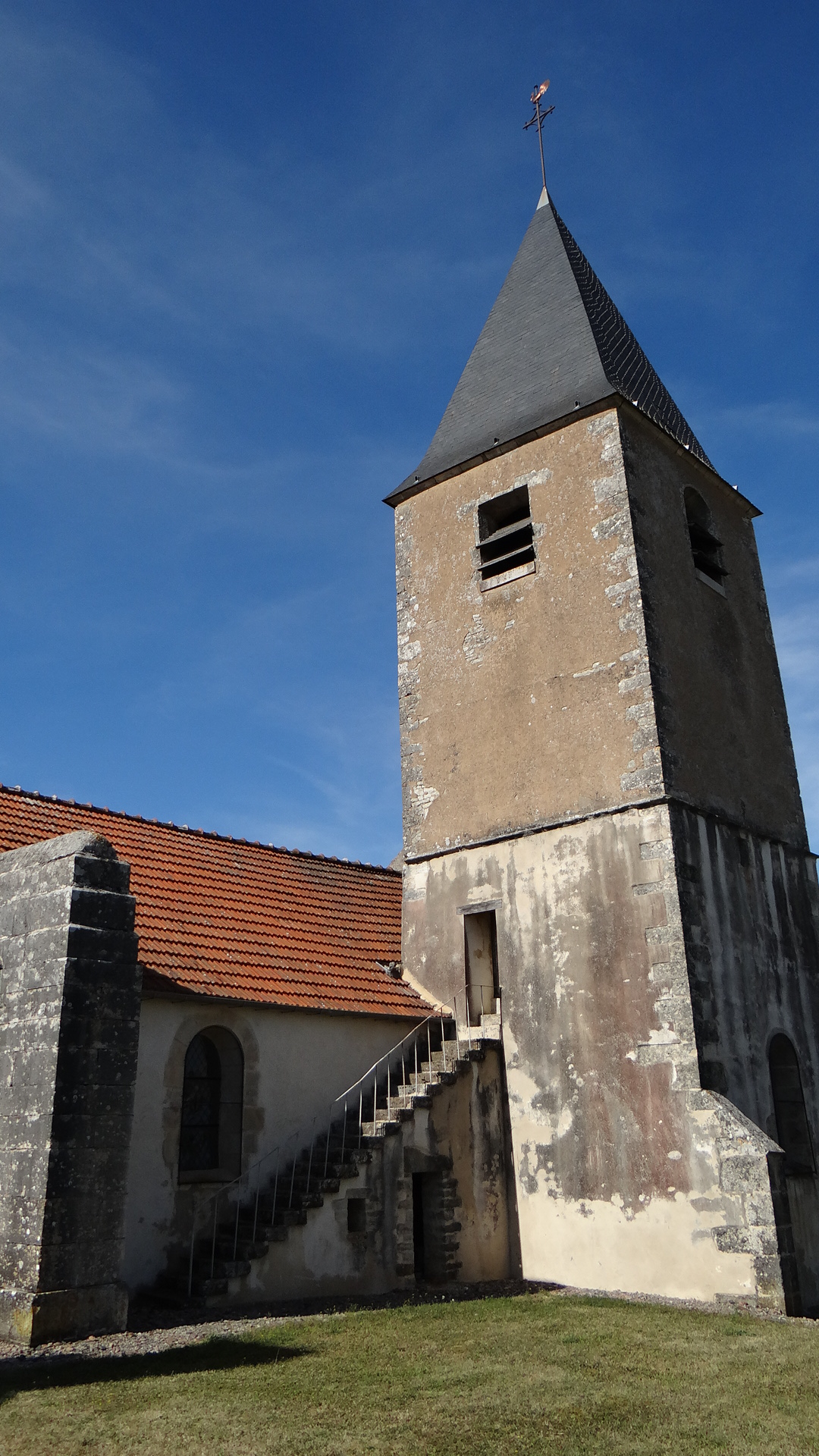
escalier du clocher
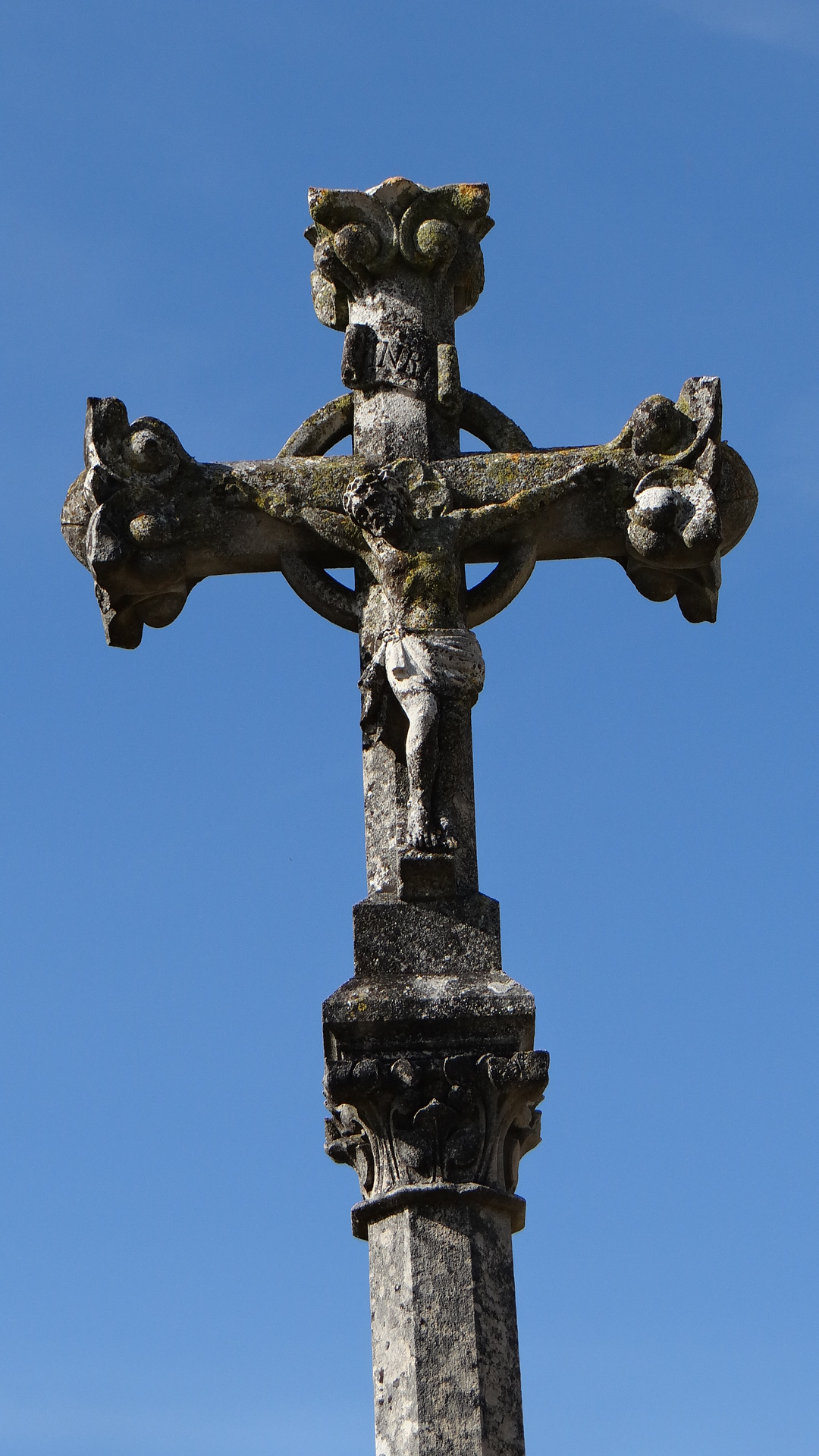
Croix de chemin

## Pour approfondir